# Giles Gilbert Scott

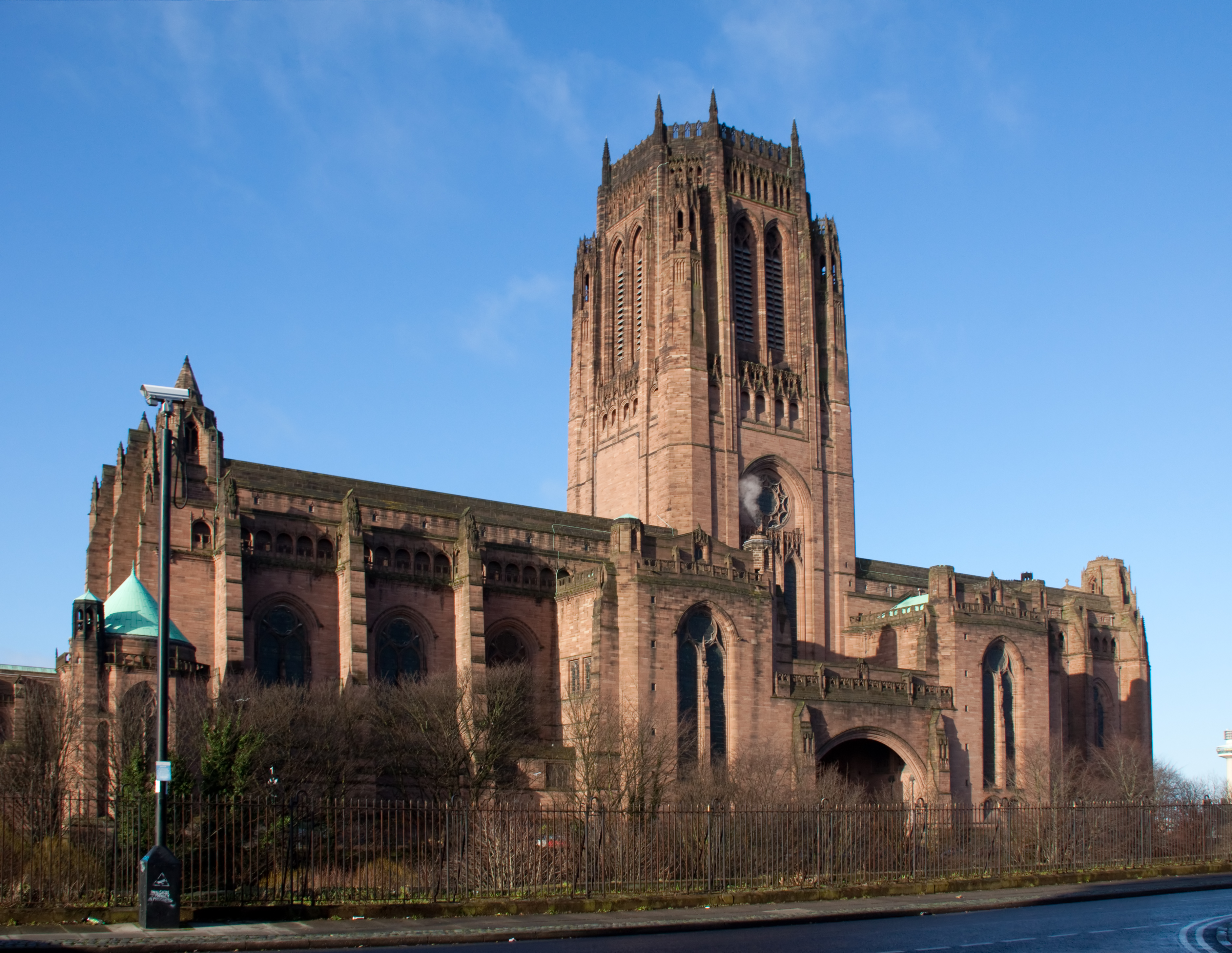
Liverpool Cathedral.

Giles Gilbert Scott, född 9 november 1880 i Hampstead i London, död 8 februari 1960 i Bloomsbury i London, var en brittisk arkitekt, sonson till George Gilbert Scott.
Scott ritade ett flertal kyrkor i England, bland annat Liverpool Cathedral 1903–1960, nygotikens sista stora monument i Europa. Bland hans övriga verk märks Waterloo Bridge och Battersea Power Station. Han ritade även den ikoniska Red telephone box.